# Baldwin DS-4-4-1000

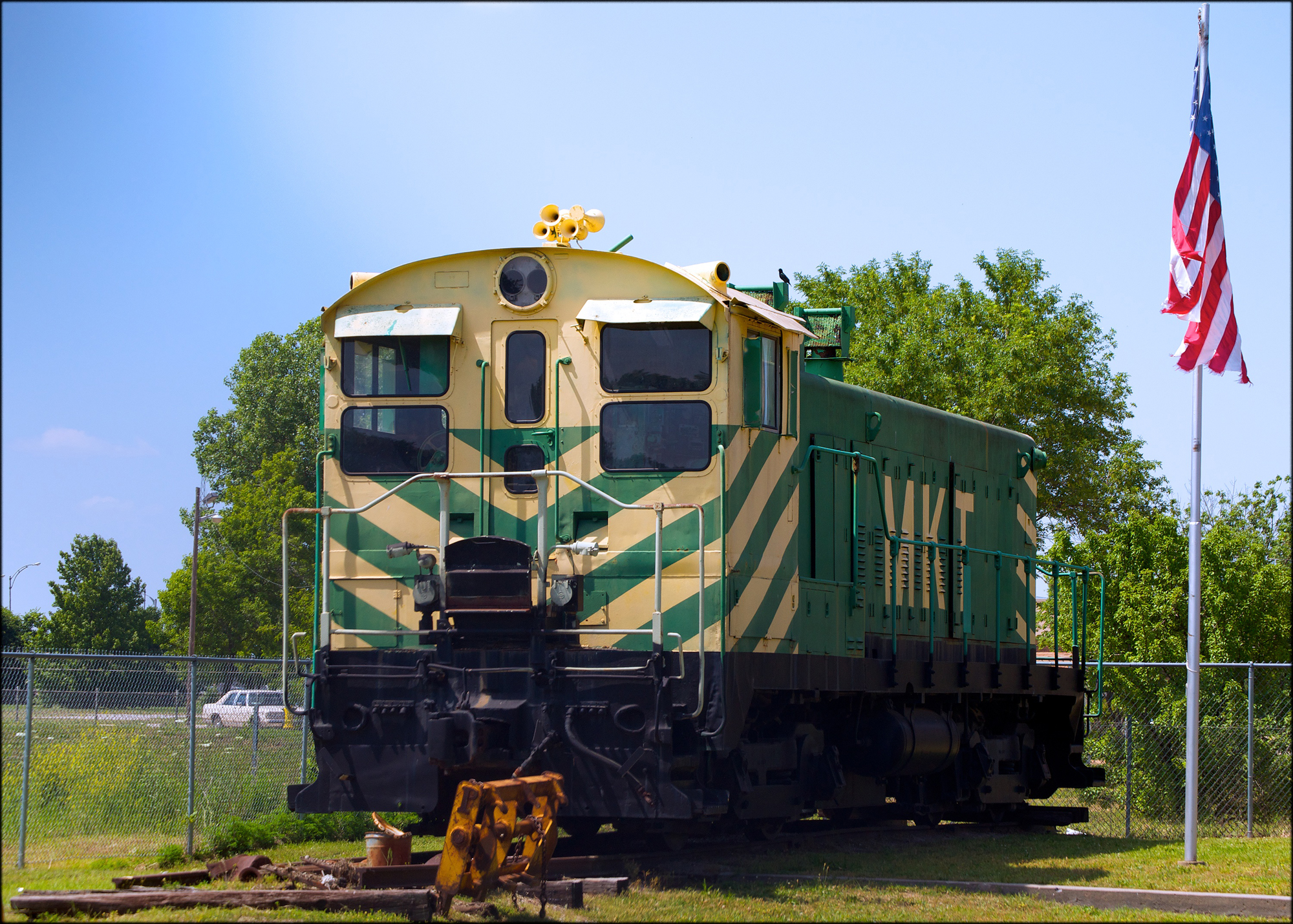
Un exemple préservé au Kansas.

La Baldwin DS-4-4-1000  un locotracteur diesel produit par Baldwin Locomotive Works entre juin 1946 et janvier 1951
La compagnie Baldwin a construit deux versions de cette locomotive ; la première commence en 1946 en utilisant un moteur diesel 608NA capable de produire 1 000 chevaux en utilisant un arrangement de roues BB (deux essieux par bougie). Tous les composants internes sont d'une sous-traitance de la firme Westinghouse. Cette première version du modèle a été construit jusqu'en janvier 1951 et se vend plutôt mal (seulement 56 exemplaires construits pour une poignée chemins de fer de Classe I). Cependant, la deuxième version, qui a utilisé un moteur diesel 606SC produisant également 1 000 chevaux offrait aussi la suralimentation, le premier locotracteur Baldwin à présenter une telle option. La production de cette deuxième version s'arrête en novembre 1951. Toutefois, en seulement 11 mois, Baldwin a réussi à vendre quelque 446 exemplaires à plusieurs lignes de classe I aux États-Unis et au Canada.

## Détails techniques
- Longueur : 14,88 m (48 pi 10 po)
- Hauteur : 4,34 m (14 pi 3 po)
- Puissance : 746 kW (1000 ch)